# Wolfgang Schneiderhan (général)
Wolfgang Schneiderhan (né le 26 juillet 1946 à Riedlingen, arrondissement de Biberach, Wurtemberg-Hohenzollern) est un général de la Bundeswehr. Du 27 juin 2002 au 31 décembre 2009, il est le 14e chef d'État-Major de la Bundeswehr et, par conséquent, le plus haut gradé de la division supérieure de la Bundeswehr. Depuis 2017, il est président du Volksbund Deutsche Kriegsgräberfürsorge

## Biographie

### Carrière militaire

#### Formation et premières affectations
Le 4 avril 1966, Schneiderhan sert comme officier subalterne à la troupe blindée de la Bundeswehr à Dornstadt. Il termine sa formation d'officier et, deux ans plus tard, le 1er octobre 1968, il est promu sous-lieutenant et le 1er avril 1971, lieutenant. De 1972 à 1974, il est officier pour la jeunesse de la 10ème division de panzer à Sigmaringen. La promotion au grade de capitaine a lieu le 1er avril 1974. De 1974 à 1977, Schneiderhan est commandant de compagnie du bataillon Panzer 293 à Stetten am kalten Markt. Son commandant est Günter Kiessling, avec lequel il garde des contacts réguliers. 

#### Officier d'état-major
De 1977 à 1979, Schneiderhan suit une formation d'état-major de l'armée à l'Académie de la Bundeswehr (FüAkBw) à Hambourg, avec entre autres, le futur lieutenant général Hans-Heinrich Dieter et Jürgen Ruwe. Il est ensuite promu major le 1er octobre 1979. 
De 1979 à 1981, il exerce les fonctions de porte-parole du renseignement militaire auprès du personnel de commandement des forces armées (FüS) à Bonn. En 1981, Schneiderhan devient chef du département des opérations et de la formation (G3) de la Heimatschutzbrigade 55 à Böblingen. Le 27 octobre 1982, il est promu lieutenant-colonel. Pendant ce temps, il sert sous les colonels Rolf Röder et Berthold Maria Schenk, comte de Stauffenberg. En 1983, Schneiderhan assume le poste d'officier d'état-major des opérations (G3) au siège de l'OTAN en Europe centrale à Brunssum (Pays-Bas), sous le commandement du général Leopold Chalupa . 
De retour en Allemagne en 1986, il prend le commandement du bataillon de chars 553 à Stetten am kalten Markt. D'octobre 1988 à octobre 1990, il est finalement à Ratisbonne en tant que chef d'état-major de la 4e division d'infanterie mécanisée sous le commandement du général major Kurt Barthel et de Jürgen Reichardt. Dans cette utilisation, il est également promu colonel en 1989. 
En 1990, Schneiderhan est retourné à l'OTAN à Bruxelles, cette fois en tant qu'officier d'état - major chargé du contrôle des armements. Ici, il sert sous les ordres du général américain John R. Galvin et de son adjoint allemand, le général Dieter Clauß. En 1992, il est utilisé pendant deux ans comme chef de département (armée) à la Führungsakademie de la Bundeswehr. 

#### Général
Le 14 septembre 1994, Schneiderhan reprend le commandement de troupes, cette fois en tant que commandant de la brigade blindée 39 "Thuringia" à Erfurt, qui est considérée peu de temps après la réunification comme une tâche particulièrement ardue. Dans cet usage, il est nommé le 1er octobre 1996 brigadier général. Il dirige cette brigade jusqu'au 4 septembre 1997 et transmet ensuite le commandement à Günter Weiler. 
De 1997 à 1999, il occupe le poste de chef du département du personnel de la Bundeswehr dans la planification du personnel de commandement des forces armées (FüS VI) du ministère fédéral de la Défense à Bonn et à Berlin. Le 1er avril 1999, Schneiderhan est nommé major général et occupe de 1999 à 2000 les fonctions de chef du département de la politique militaire et de direction (FüS III). 
Schneiderhan est resté dans le ministère et reprend, après sa nomination comme lieutenant général le 1er juillet 2000, le poste du lieutenant général Harald Kujat, de chef de la planification des politiques du ministre fédéral de la Défense sous alors ministre de la Défense Rudolf Scharping. En 2002, il transmet ce poste à Franz H. U. Borkenhagen, qui a précédemment dirigé le personnel de la presse et de l'information et est  auparavant chef adjoint du personnel de Kujat et de Schneiderhan lui-même. 
Le 1er juillet 2002, Schneiderhan est finalement nommé chef d'État-Major de la Bundeswehr - le 14ème depuis la création de la Bundeswehr et le troisième de l’époque, par Rudolf Scharping Il remplace nouvelle fois Harald Kujat, qui lui devient président du Comité militaire de l'OTAN à Bruxelles. 
Au cours de son mandat de chef d'État-Major, son mandat est prolongé deux fois au-delà de l'âge habituel de la retraite, en juillet 2007 et juillet 2008. Schneiderhan prend donc sa retraite le 31 juillet 2010. Il a également été président du Fonds des soldats de la Bundeswehr et membre de l'association des forces armées allemandes . 
Lors d'un événement organisé par l'Association de la Bundeswehr le 16 juin 2009, Schneiderhan critique le comportement de nombreux soldats en mission à l'étranger et déclare qu'une "offre globale de bien-être avec un sentiment d'accomplissement" ne peut être garantie. 
Dans l'enquête sur la frappe aérienne à Kunduz du 4 septembre 2009, à côté du secrétaire d'État Peter Wichert, il est relevé de ses fonctions le 26 novembre par le nouveau ministre de la Défense Karl-Theodor zu Guttenberg. Schneiderhan déclare dans sa demande de démission : « Cher ministre, vous avez soumis votre déclaration du 6.11.09 sur le déploiement air-sol à Kunduz sur la base du rapport final Com-Isaf. D'autres rapports intermédiaires, rapports et notifications n'ont pas été fournis. J'assume la responsabilité de cela. Par conséquent, je vous demande de me libérer de mes fonctions et de prendre ma retraite. ». Il existe toutefois des déclarations contradictoires concernant la procédure exacte du licenciement, plus précisément quant à l'étendue des informations non présentées. Schneiderhan assure qu'il a mis tous les rapports sur l'incident à la disposition complète de Guttenberg au plus tard le 25 novembre à sa demande et qu'il n'a en aucun cas détourné des informations. Schneiderhan est mis le 3 décembre à la retraite. Le 18 mars 2010, Schneiderhan parle enfin devant le comité d'enquête Kunduz du Bundestag. 
Le successeur du poste d'État-Major est le général Volker Wieker le 21 janvier 2010. 

### Récompenses
- Grand officier de l'ordre du Mérite du Portugal
- Officier de l'ordre national du Mérite

Au cours de son service, Schneiderhan reçoit de nombreuses médailles et décorations en Allemagne et à l'étranger, notamment la Croix du mérite de la 1re classe de l'ordre du mérite de la République fédérale d'Allemagne et la croix d'honneur des forces armées fédérales allemandes en or, la Légion du mérite des forces armées américaines, l'Ordre de la Légion d'honneur française. et en avril 2010 avec la Croix des officiers de l'Ordre national du Mérite. 
En 2007, il reçoit la grande médaille d'argent avec l'étoile pour ses services en République d'Autriche. 
Schneiderhan est membre honoraire du Reichsbanner Schwarz-Rot-Gold

### Président du Volksbund Deutsche Kriegsgräberfürsorge
Depuis le 28 novembre 2014, il est vice-président de la Volksbund Deutsche Kriegsgräberfürsorge. Après la démission de Markus Meckel le 22 septembre 2016, Schneiderhan prend la présidence provisoire du Conseil le 28 avril 2017 et est élu président. 

### Vie privée
Wolfgang Schneiderhan a grandi à Saulgau. Au Störck-Gymnasium Saulgau, il obtient son diplôme d'études secondaires en 1965. Si Schneiderhan n'était pas devenu soldat de métier, il vivrait peut-être, selon ses propres mots, chez lui, dans la Haute Souabe, à Bad Saulgau, en tant que professeur d'allemand et d'histoire. Il est marié à la juge pour enfants Elke Schneiderhan, née Speckhardt, et père de trois fils et de deux filles. Un de ses fils s'est suicidé . 
L'ancien responsable jeunesse est désormais président d'honneur de l'Association des responsables jeunesse. 
Schneiderhan est membre du conseil consultatif de la Fédération allemande des officiers. 